# Claude-Philibert Barthelot de Rambuteau

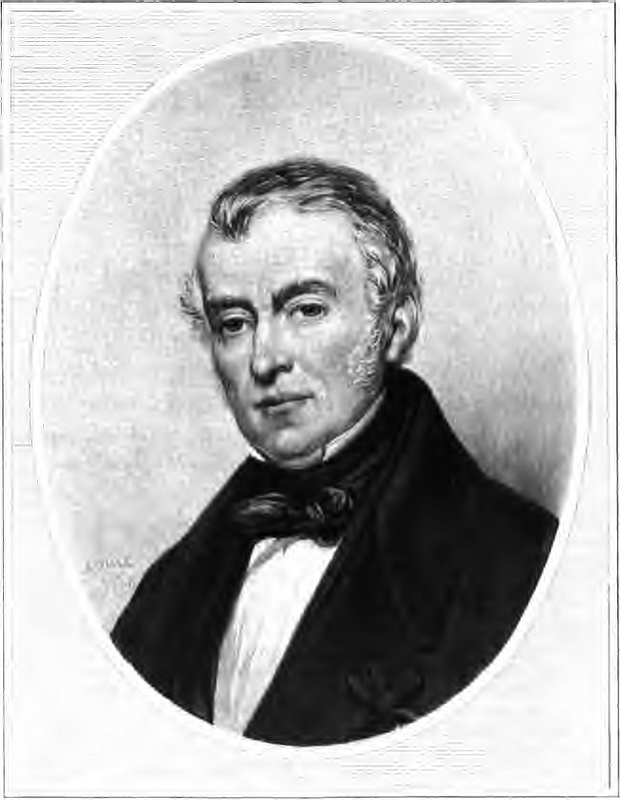
Comte de Rambuteau (1838)

Claude-Philibert Barthelot, comte de Rambuteau (* 9. November 1781 in Mâcon; † 23. April 1869 auf Château de Rambuteau bei Ozolles) war ein französischer Politiker und Staatsbeamter in der ersten Hälfte des 19. Jahrhunderts.

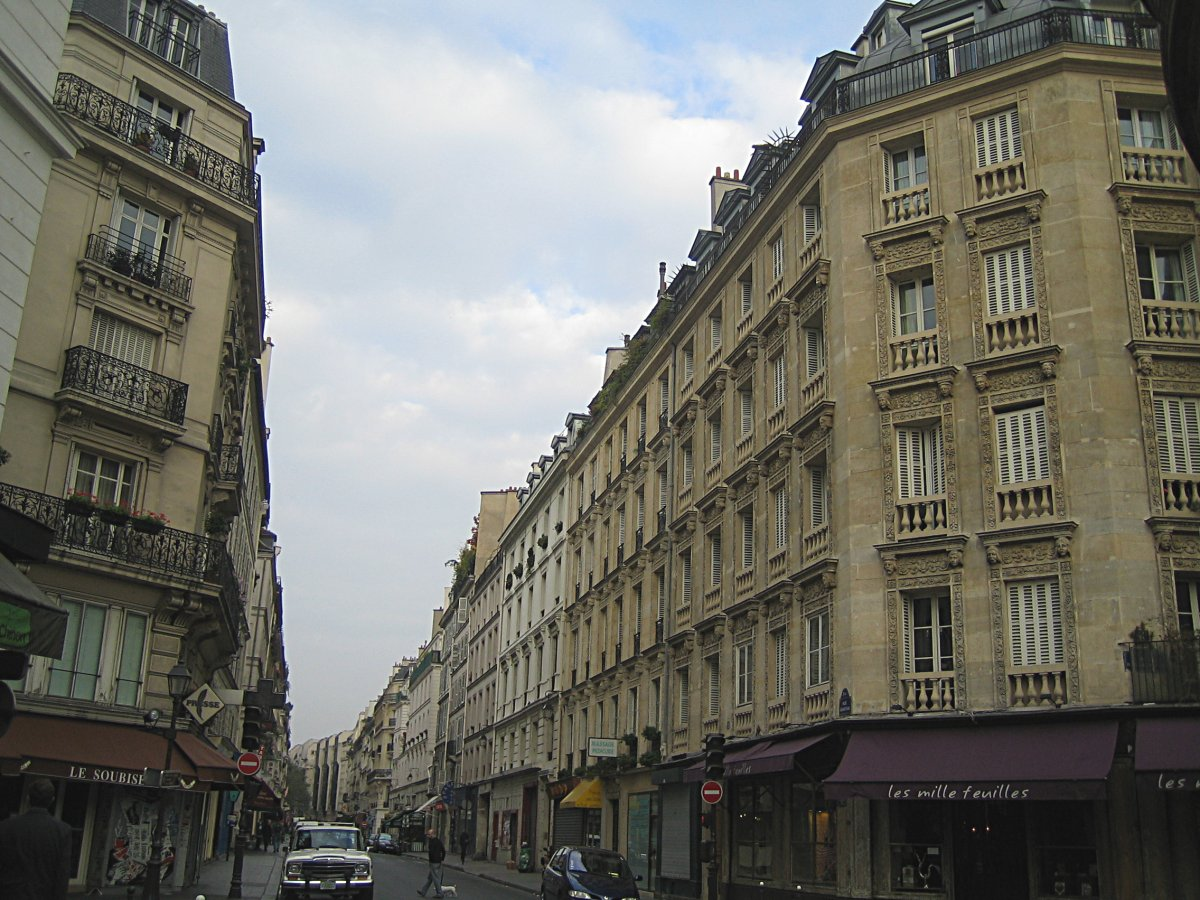
Die rue Rambuteau in Paris

Rambuteau war Beamter am Conseil d’État (Frankreich), Pair von Frankreich und vor allem von 1833 bis 1848 Präfekt des Départements Seine. In dieser Funktion legte er die Grundlagen für die grundlegende Transformation der Stadt Paris, die Baron Haussmann im Zweiten Kaiserreich durchführte.
Sein Mandat als Präfekt zeichnete sich durch die Umsetzung seiner Theorien der Hygiene aus. Ein Jahr vor seiner Ernennung wurde Paris von einer Cholera-Epidemie heimgesucht. Rambuteau hielt die schmalen, gewundenen Straßen im Pariser Zentrum für einen Faktor, der die Verbreitung der Cholera begünstigte. Er veranlasste den Durchbruch einer 13 Meter breiten Straße im Stadtzentrum, einer der ersten der Stadt. Diese Straße heißt seit 1839 rue Rambuteau. In seiner Amtszeit wurden der Triumphbogen fertiggestellt und die Arbeiten an der Avenue des Champs-Élysées aufgenommen.
Nach seinem Motto « de l’eau, de l’air, de l’ombre » (Wasser, Luft, Schatten) ließ er die Pariser Kanalisation modernisieren und veranlasste den Bau vieler Brunnen, von denen noch einige in öffentlichen Gärten in Betrieb sind. Er trieb die Aufstellung von Gaslaternen voran und veranlasste die Bepflanzung von Alleen mit Bäumen. Zu Beginn seiner Amtszeit hatte die Stadt 69 Gaslaternen, am Ende 8 600. Weiterhin ließ er auf öffentlichen Straßen vespasiennes aufbauen – öffentliche Pissoirs.
Trotz eines Gesetzes zur Enteignung aus öffentlichem Interesse vom 3. Mai 1841 hatte Rambuteau nicht die Mittel oder Ambitionen, die Haussmann es später erlauben sollten, die großen Arbeiten an der Stadt auszuführen, deren Weg Rambuteau aufzeigte.
Die Station  Rambuteau der Pariser U-Bahn am Centre Pompidou an der Kreuzung rue Rambuteau / rue Beauburg ist nach ihm benannt.